# Michał Reicher

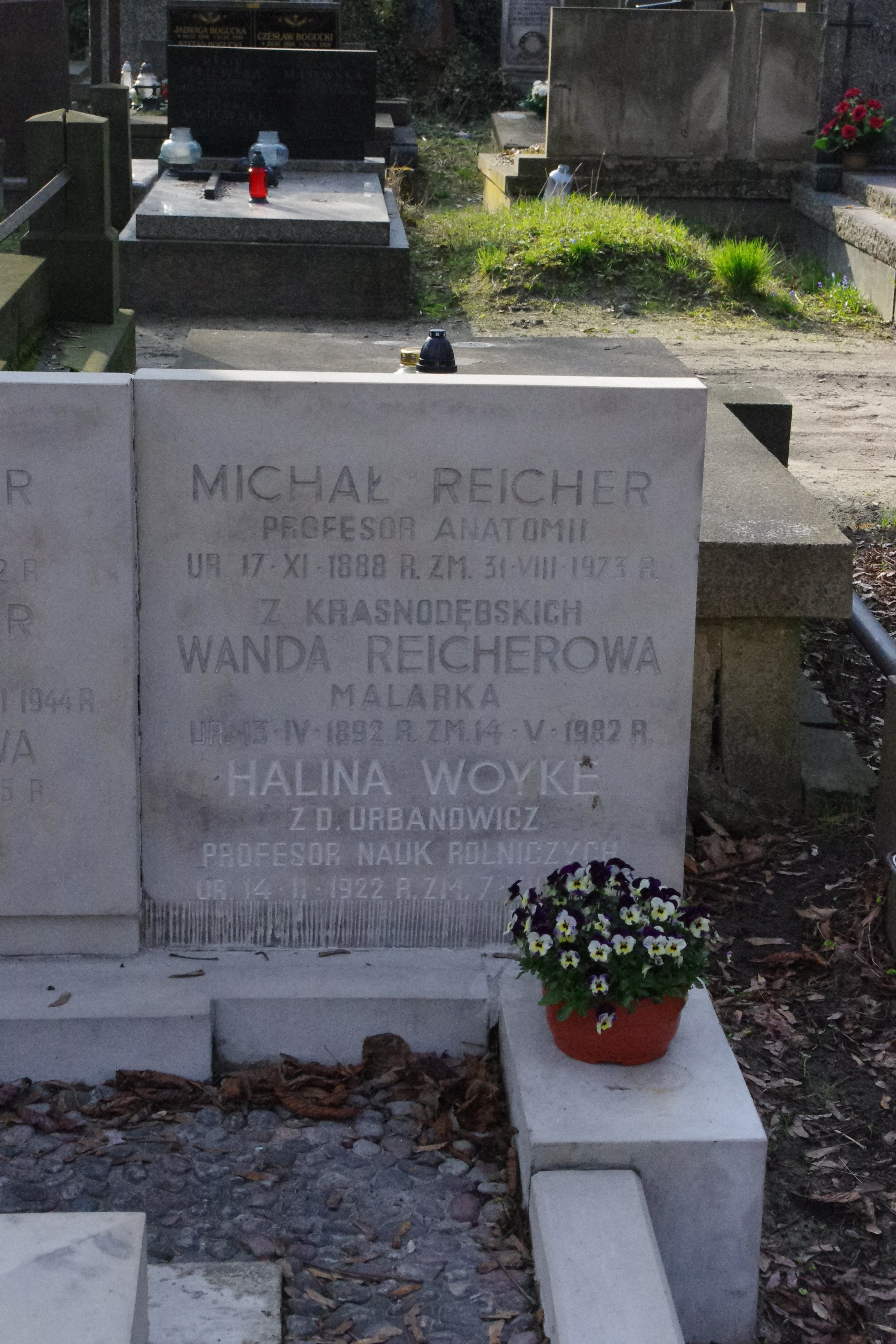
Grób anatoma i antropologa Michała Reichera na Starych Powązkach w Warszawie (stan na kwiecień 2012)

Michał Reicher, Michał Reicher-Sosnowski (ur. 17 listopada 1888 w Sosnowcu, zm. 31 sierpnia 1973 w Gdańsku) – polski anatom i antropolog pochodzenia żydowskiego; profesor zwyczajny dr nauk biologicznych. Współautor i kontynuator prac nad kompleksowym podręcznikiem Anatomia człowieka, rozpoczętych przez prof. dr. Adama Bochenka. Twórca działającego do dziś wileńskiego Collegium Anatomicum oraz jeden ze współtwórców Akademii Lekarskiej w Gdańsku.

## Życiorys
Syn Stanisława Reichera i Marii Permuter (Perlmutter). Po wydaleniu z Gimnazjum im. Ignacego Jana Paderewskiego w Sosnowcu za działalność patriotyczną oraz udział w organizacji strajku szkolnego za co odznaczony został później honorową odznaką „Za Walkę o Szkołę Polską”, w 1907 roku zdał maturę w Warszawie (świadectwo maturalne wyrzucił do kosza i uciekł z domu). Do 1912 roku studiował antropologię na Wydziale Filozoficznym Uniwersytetu w Zurychu, uzyskał stopień doktora filozofii na podstawie dysertacji Untersuchungen über die Schädelform der alpenländischen und mongolischen Brachycephalen. Uczeń Georga Rugego i Otto Schlaginhaufena. W roku 1914 jako stypendysta wyjechał do Stanów Zjednoczonych, gdzie pracował w Zakładzie Embriologii Instytutu Carnegie w Baltimore. W 1915 r. powrócił do kraju zostając asystentem, a potem uzyskując prosekturę w Zakładzie Anatomii Uniwersytetu Warszawskiego. W 1920 roku został mianowany kierownikiem katedry na Uniwersytecie w Wilnie, gdzie stworzył od podstaw Zakład Anatomii Prawidłowej. W krótkim czasie stał się czołową postacią na Uniwersytecie działając i tworząc wiele towarzystw naukowych. Od 1922 profesor tytularny, od 1934 profesor zwyczajny. W 1934 był dziekanem wydziału lekarskiego. Po wybuchu wojny został pozbawiony swojego stanowiska i rozpoczął tajne nauczanie młodzieży. W czasie okupacji pełnił obowiązki kierownika Studium Medycznego. Był żołnierzem Armii Krajowej, odznaczony został Złotym Krzyżem Zasługi z Mieczami. Swoją przedwojenną pracą naukową przyczynił się do ocalenia przed zagładą ludu Karaimów, których hitlerowcy niesłusznie uznali za Żydów i skazali na eksterminację.
Wilno opuścił w 1945 roku przyjmując wkrótce stanowisko kierownika katedry Anatomii Prawidłowej Akademii Medycznej w Gdańsku. Promotor 16 doktoratów i 7 przewodów habilitacyjnych. Po przejściu na emeryturę na stanowisku kierownika Zakładu Anatomii zastąpił go Wiesław Łasiński.
W kręgu jego zainteresowań badawczych pozostawała również prymatologia, m.in. utworzył Komisję Prymatologii przy Gdańskim Towarzystwie Naukowym.
Pochowany został na warszawskich Powązkach (kwatera 73-5-21/22).
We wrześniu 2017 roku w związku z dekomunizacją ulic w Warszawie jego imieniem nazwano jedną z ulic na warszawskim Zaciszu.

## Kalendarium pracy naukowej
- 1912 – stopień doktora filozofii summa cum laude nadany przez Uniwersytet w Zurychu
- 1914 – stypendium w Zakładzie Embriologii Instytutu Carnegie w Baltimore (USA)
- 1915 – asystentura, później prosektura w Zakładzie Anatomii Uniwersytetu Warszawskiego
- 1920 – kierownik Katedry Anatomii w Wilnie
- 1934 – dziekan Wydziału Lekarskiego na Uniwersytecie Stefana Batorego
- 1945 – kierownik Katedry Anatomii Prawidłowej w Gdańsku
- 1946 – dziekan Wydziału Lekarskiego Akademii Medycznej w Gdańsku
- 1947 – rektor Akademii Medycznej w Gdańsku[6]
- 1949 – w uznaniu zasług naukowych wybrany na członka korespondenta Wydziału Lekarskiego Polskiej Akademii Umiejętności
- 1951 – członek honorowy Gdańskiego Towarzystwa Lekarskiego
- 1951 - członek zwyczajny Towarzystwa Naukowego Warszawskiego
- 1962 – odszedł na własne życzenie w stan spoczynku
- 1964 – członek honorowy Polskiego Towarzystwa Anatomicznego
- 1965 – doktor honoris causa Akademii Medycznej w Gdańsku
- 1972 – członek honorowy Gdańskiego Towarzystwa Naukowego

## Ważniejsze prace i publikacje
- 1932 – Sur les grupes sanguines des Caraimes de Wilno et de Troki – praca dotycząca podobieństwa antropologicznego Karaimów do ludów turko-tatarskich
- 1969 – The international organs in primates and their anhropogenetic significance
- od 1913 – Anatomia człowieka – współautor i kontynuator prac nad podręcznikiem, rozpoczętych przez prof. dra Adama Bochenka

## Odznaczenia[7]
- Krzyż Komandorski Orderu Odrodzenia Polski (1938)[8]
- Krzyż Kawalerski Orderu Odrodzenia Polski (1954)[9]
- Złoty Krzyż Zasługi z Mieczami (1965)
- Krzyż Partyzancki (1965)
- Medal 10-lecia Polski Ludowej (1955)
- Order Sztandaru Pracy II klasy (1959)
- Odznaka 1000-lecia Państwa Polskiego (1964)